# متحف الفن الوطني الأوكراني
50°26′58″N 30°31′52″E / 50.44944°N 30.53111°E

متحف الفن الوطني الأوكراني (بالأوكرانية: Національний Художній Музей України) هو متحف مخصص للفن الأوكراني في كييف ، أوكرانيا .

## العمارة
يقع في مبنى شيده المهندس المعماري فلاديسلاف هوروديكي عام 1898 لمتحف مدينة كييف. لقد كانت في الواقع نسخة جديدة من عمل المهندس المعماري الروسي بيتر بويتسوف الذي فشل في الحصول على ترخيص حكومي للمبنى. صُمم المبنى في الأصل ليكون متحفًا للمجتمع المحلي لرعاة الفنون ومحبي التحف. واجهة المبنى تعكس طراز العمارة الكلاسيكية الجديدة، فهناك نقل دقيق لرواق الستة الأعمدة لنظام دوريي مع السطح المعمد، و التريكليف، و مجال المتحوتات وإفريز الديكور التي تصور انتصار للفنون. أنشأ التكوين المعماري الذي يضم أشكالًا من الفتخاء والأسود الخرسانية الكبيرة في الجزء العلوي من الدرج النحات الإيطالي إميليو سالا. تم إنفاق 249,000 روبل لتشييد المبنى دفعت الحكومة الإمبراطورية الروسية منها 100,000 روبل فقط. كما دفعت عائلة تيريشينكو 108,000 روبل أخرى وأنشأت أيضًا متحف الفن الغربي والشرقي في كييف . في البداية ، أقيم معرض في الطابق الأول لعالم الآثار الروسي فيكينتي خفويكا الذي انتقل إلى كييف من مملكة بوهيميا . افتُتِح المتحف رسميًا قبل عيد الميلاد مباشرة في 23 ديسمبر 1904 كمتحف كييف للفنون الصناعية والعلوم للإمبراطور نيكولاس الثاني . أصبح أول مدير للمتحف ميكولا بيلياشيفسكي . في عام 1936، أصبح المتحف معروفاً باسم متحف ولاية كييف للفنون الأوكرانية، أمَّا عام 1964 فعرف بمتحف الدولة للفنون الزخرفية في جمهورية أوكرانية الاشتراكية السوفيتية.

## نبذة تاريخية

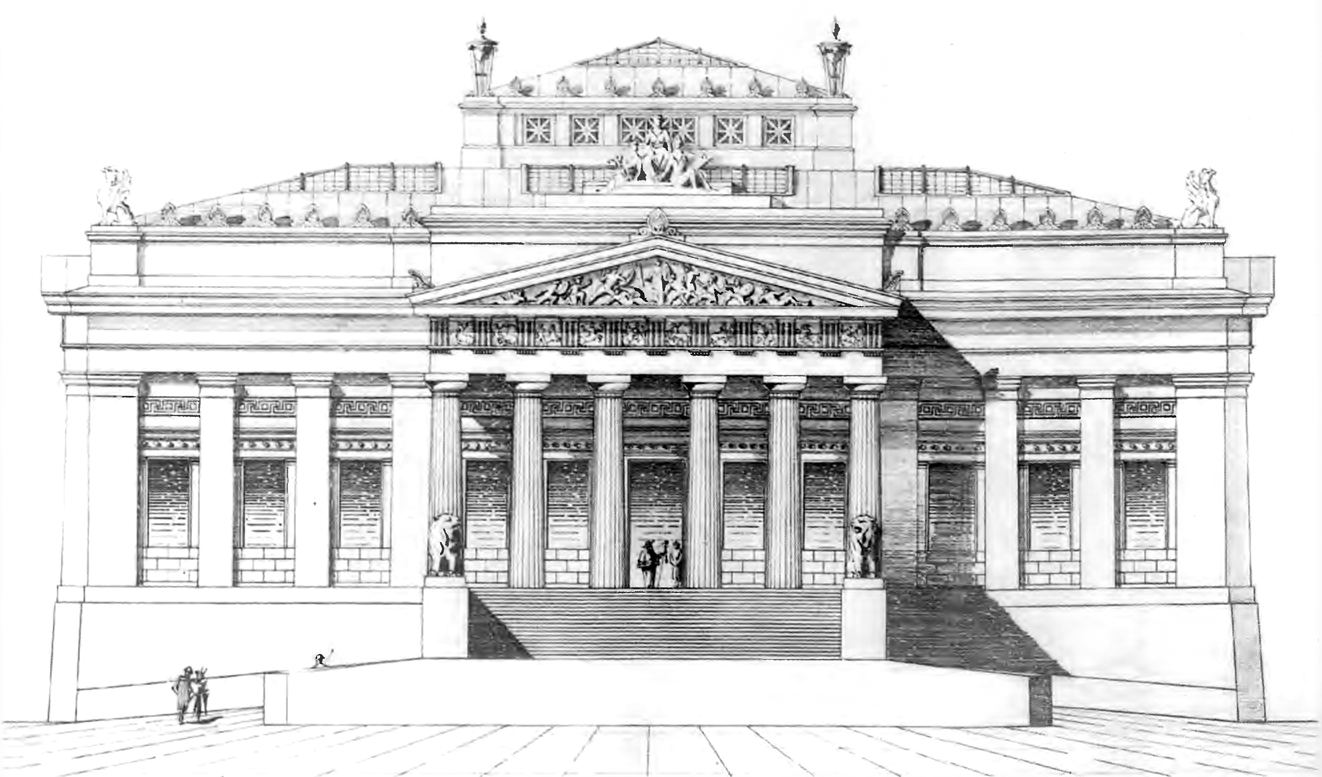
المشروع التنافسي الذي قدمه متحف الآثار والفنون. الواجهة الرئيسية 1898

أطلق المؤسسون في الأصل اسم متحف مدينة كييف للتحف والفنون ،وقد شرعوا في تجميع مجموعة من القطع التي تمثل الفنون الجميلة الأوكرانية. تتراوح من أيقونات العصور الوسطى إلى صور قادة الجيش والكنيسة خلال عصر القوزاق ، بعضها يصور رسومًا كاريكاتورية لماماى . الأعمال الموافقة لذلك العص والفنانيين المشهورين فيه منهم تاراس شيفتشينكو ، ايليا ريبين يفيموفيتش ، فلاديمير بوروفيكوفسكي ، فاسيلي تروبينين ، ميكولا بيمونينكو ، ميخائيل فروبيل ، نيكولاي قه ، سيرهي سفيتوسلافسكي ، و أوليكساندر موراشكو وغيرهم كثيرون.
وأصبح المتحف بعد الحرب العالمية الأولى متحفاً للتاريخ، واحد من أهم معروضاته كانت دبابة قديمة تذكارية، أُعيرت من الوفاق الثلاثي للجيش الأبيض. فيما عاد تركيز المتحف إلى الفن بعد الحرب العالمية الثانية، فأعاد تغيير اسمه، وازدادت مجموعة المتحف بالاتساع مع الفن الأوكراني ليشمل جميع مناطق أوكرانيا وليس كييف وحدها، مثل منطقة غاليسيا، وأُعيد مديرو الفنون الأوكرانية والفنانين الرسامين الأوكرانيين الذين كانوا يعيشون خارج أوكرانيا في أوروبا وأمريكا، إلا أنَّ مع قمع جوزيف ستالين توقف هذا العمل وتم تفريق جزء كبير من مجموعة المتحف الفنية واخفاءها.
بعد استقلال أوكرانيا وضعت مؤسسة دولية كبرى يدها عليه، فسمح لأول مرة بإرسال مجموعات المتحف الفنية إلى الخارج لتعرض في معارض في هولندا وكندا وفرنسا والدنمارك وكرواتيا.

## المعرض الحالي
يواصل المتحف توسيع مجموعته، تشمل بعض الإضافات الجديدة أيقونة فريدة للقديس جاورجيوس وأعمال الفنان العالمي كازيمير ماليفيتش المولود في كييف والرائد في الفن التجريدي الهندسي.
يضم المعرض الحالي أكثر من 20 ألف قطعة. من بين العديد من الأعمال التي قام بها الآن البنَّاء المشهور عالميًا فاسيلي يرميلوف ، والكسندر بوغومازوف. يمثل الجانب الأوكراني أعمال الفنانين الأوكرانيين والروس المشهورين مثل ديفيد بورليوك وألكساندرا إيكستر وفاديم ميلر وكليمنت ريدكو وسولومون نيكريتن وفيكتور بالموف وماريا سينياكوفا وميخايلو بويتشوك وميكولا بيمونينكو وإيليا شيلمان وغيرهم الكثير.
في 26 أبريل 2014 ، عُرضَت الأعمال الفنية المسترجعة من منزل الرئيس السابق فيكتور يانوكوفيتش في المتحف. يجمع المتحف الأعمال الفنية غير الرسمية من الفترة الشمولية - الأوكرانية تحت الأرض من نهاية عام 1950 حتى عام 1991 ، وأعمال فنية متجذرة للفنانين فيودوسي تيتيانيش، وميكولا تريهوب، وفودان باكليتسي وغيرهم.

## معرض الصور

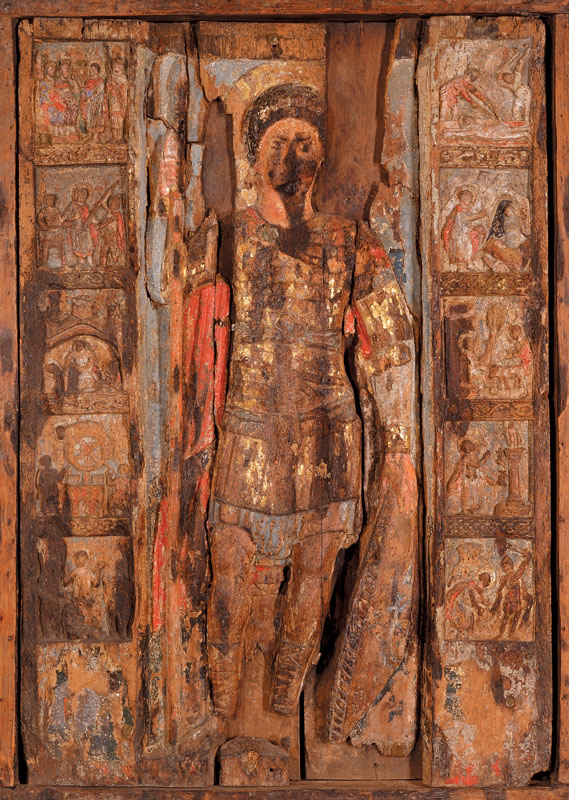
القديس جاورجيوس، أيقونة مسيحية من القرن الثاني عشر الميلادي
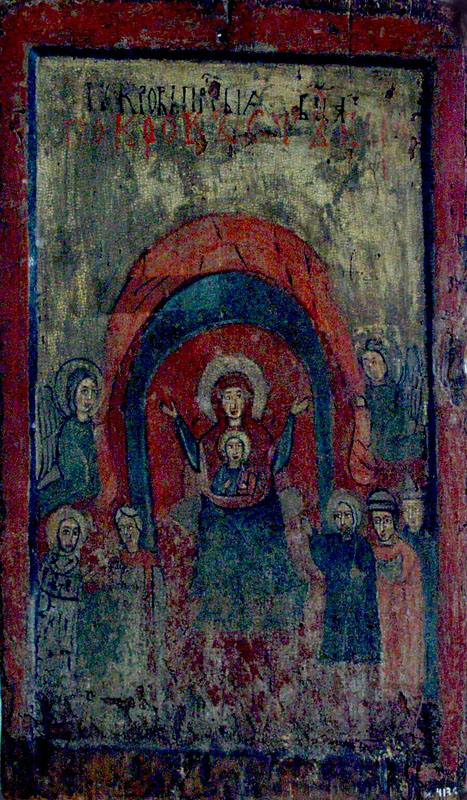
والدة الإله الشفيعة أيقونة رسمت بين القرن الثاني عشر الميلاديو القرن الثالث عشر الميلادي
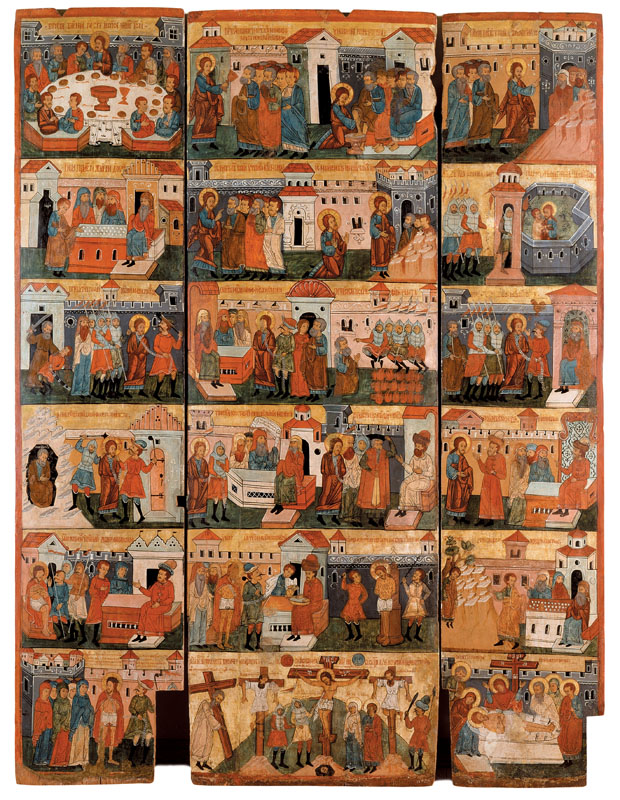
أيقونة تجسد آلام المسيح ، القرن السادس عشر الميلادي
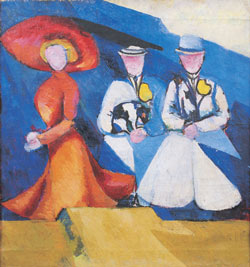
ألكساندرا إيكستر  [لغات أخرى]‏ ، ثلاث شخصيات نسائية. 1909-1910. لوحة زيتية على قماش.
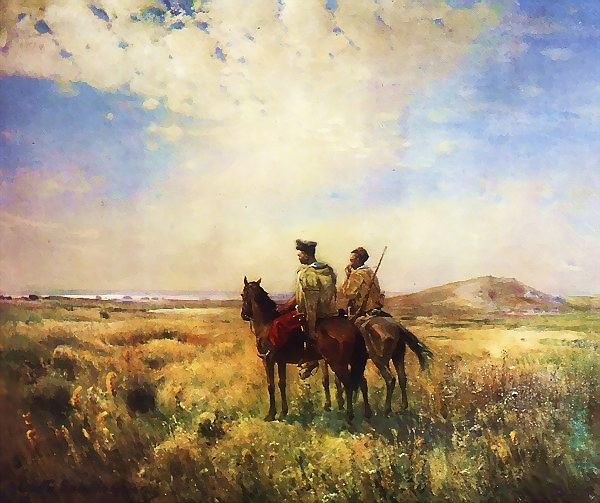
سيرهي فاسيلكيفسكي ، قوزاق في السهوب ، القرن العشرون الميلادي لوحة زيتية على قماش.